# 圣瑞利安拉热内特 (克勒兹省)
圣瑞利安拉热内特（法語：Saint-Julien-la-Genête）是法国克勒兹省的一个市镇，属于奥比松区（Aubusson）埃沃勒班县（Évaux-les-Bains）。该市镇总面积11.91平方公里，2009年时的人口为242人。

## 人口
圣瑞利安拉热内特人口变化图示